# ایبی-سین
ایبی - سین یا ایبی سوئن (به انگلیسی: Ibbi-Sin) پسر شو-سین از پادشاهان سلسله سوم اور بود که احتمالاً بین سالهای ۱۹۶۳ تا ۱۹۴۰ پیش از میلاد حکومت کرد.

## اقدامات
اببی- سین دستورهایی برای ساخت و ساز در شهرهای مهم اور و نیپور صادر کرد اما این تلاش‌ها برای جلوگیری از حملات دشمنان یا حفظ یکپارچگی امپراتوری کافی نبود. وی در برابر حملات عیلامی‌ها ناکام بود و در سال ۱۹۴۰ پیش از میلاد توسط عیلامی‌هایی از منطقه سیماشکی غارت شده، اسیر گشت و در زمانی که تاریخ آن معلوم نیست درگذشت.